# Sepiolita
La sepiolita és un mineral de la classe dels silicats (fil·losilicats), alhora que pertany i dona nom al grup de la sepiolita. Va ser anomenada així l'any 1847 per Ernst Friedrich Glocker del grec sepia i lithos, pedra, degut al seu color i la porositat. Com a material per escultura se la coneix com a escuma de mar.

## Característiques
La sepiolita cristal·litza en sistema ortoròmbic i posseeix una duresa de 2 a l'escala de Mohs. La seva fórmula és Mg₄Si₆O₁₅(OH)₂(H₂O)₂·4H₂O. Presenta fractura concoidal, exfoliació absent, brillantor opaca i ratlla blanca. La disposició dels elements que formen part de la seva composició química a la xarxa cristal·lina és la responsable de l'enorme porositat de la sepiolita: com una esponja rígida, travessada en el seu interior per una enorme quantitat de tubs i galeries buits que fan disminuir al mínim la densitat del mineral i permetent la seva flotació en l'aigua. És un mineral isostructural amb la falcondoïta i la ferrisepiolita, i que pot ser confosa amb la palygorskita.

## Formació i jaciments
La formació d'aquest mineral es pot produir en dues situacions diferents, encara que ambdues estan relacionades amb la filtració de l'aigua entre els sediments del sòl. La primera d'elles té lloc a la superfície. L'aigua rica en magnesi es filtra a terra i va dipositant la seva càrrega mineral. En dessecar-se a causa de diferents canvis en la climatologia de la regió forma el que es coneix com a paleosols o sòls antics formats en bona part per sepiolita. La segona situació és una mica diferent, ja que el material ric en magnesi no és l'aigua que s'infiltra sinó l'argila que forma l'estrat geològic. Aquest procés de formació es produeix a major profunditat que l'anterior, però també depèn de les condicions d'aridesa de la zona. Als territoris de parla catalana ha estat descrita a prop del terme municipal de Queralbs i a la pedrera Felinc (Setcases), totes dues localitats al Ripollès.

## Varietats
- L'alumini-sepiolita, una sepiolita rica en alumini.[5]
- La gunnbjarnita, una varietat rica en ferro amb fórmula (Mg,Ca,Fe)₃(Fe,Al)₂Si₆O18·3H₂O.[6]

## Grup sepiolita
El grup sepiolita està integrat per quatre espècies minerals.
| Espècie        | Fórmula                                    |
| -------------- | ------------------------------------------ |
| Falcondoïta    | (Ni,Mg)₄Si₆O15(OH)₂·6H₂O                   |
| Ferrisepiolita | (Fe3+,Fe2+,Mg)₄((Si,Fe3+)₆O15)(O,OH)₂·6H₂O |
| Loughlinita    | Na₂Mg₃Si₆O16·8H₂O                          |
| Sepiolita      | Mg₄(Si₆O15)(OH)₂·6H₂O                      |